# Hédi Mokrani
Pour les articles homonymes, voir Mokrani.
Hédi Mokrani (arabe : الهادي المقراني), de son vrai nom Hédi Ben Khémaïes Zouaoui, né le 25 septembre 1924 à Tunis et décédé le 9 janvier 1998, est un chanteur tunisien.

## Biographie
Né près du quartier Essabkha à Bab El Jazira, il entame ses études à l'école coranique puis les suit, successivement, dans les écoles de la rue Sidi Essourdou, de la rue Sidi Ali Azouz, de la Khaldounia et de l'annexe du Collège Sadiki. Une fois sa famille installée dans la ville de Hammam Lif, il poursuit ses études dans une école de Radès.
Son père, qui gère un café à la Sabkha, possède un phonographe qui diffuse tout au long de la journée les chansons de Sayed Darwich, Mohammed Abdel Wahab et Abdelhay Helmi. Chaque samedi soir, il organise un concert animé par Chafia Rochdi, Fethia Khaïri et Hédi Jouini. Ces mêmes activités musicales sont reproduites à Hammam Lif où il ouvre un autre café, l'actuel café Bahroun.
Le jeune Hédi, s'imprégnant du répertoire musical égyptien, participe à des cérémonies de mariages en compagnie de Mohamed Ahmed et Hamadi Khouini qui conduisent une troupe. Il fait la connaissance de Fethia Khaïri qui le présente au public pour la première fois lors des soirées ramadanesques de Bab Souika.
Avec Ridha Kalaï, il fonde la troupe d'El Manar, une troupe innovatrice aussi bien au niveau des instruments, dont la trompette, le piano, la batterie, l'accordéon et la clarinette, qu'au niveau des styles musicaux tels que la samba, la rumba, le mambo, le cha-cha-cha, le swing, le tango, etc.